# Guus Gertsen
Guus Gertsen (Bemmel, 16 april 2003) is een Nederlands voetballer die bij voorkeur als centrale verdediger speelt. 

## Clubcarrière

### N.E.C.
Gertsen speelde in de jeugd bij SC Bemmel en sloot zich in 2013 op 10-jarige leeftijd aan in de jeugdopleiding van N.E.C. Op 30 oktober 2020 zat hij voor het eerst bij de wedstrijdselectie van N.E.C. Dat seizoen zat hij 22 keer in de wedstrijdselectie, zonder zijn debuut te maken. Het jaar erop was N.E.C. gepromoveerd en kwam hij ook niet aan een debuut in het rood-zwart-groen. Na drie seizoenen zonder zijn debuut te maken in het profvoetbal, werd Gertsen uitgehuurd.

### TOP Oss
In het seizoen 2023/24 werd Gertsen met een aantal andere spelers van Jong NEC verhuurd aan TOP Oss. In de zesde speelronde debuteerde Gertsen in het profvoetbal tegen Helmond Sport (1-1 gelijkspel). Hij kwam na 56 minuten in het veld voor Ilounga Pata. Daarna zat hij echter tot de winterstop nog maar één keer in de wedstrijdselectie van TOP Oss. Vanwege een blessure kwam hij niet meer in actie en N.E.C. liet zijn contract aflopen.
Gertsen mocht echter bij de club blijven revalideren en sloot op amateurbasis aan bij N.E.C. onder 21 waar hij in november 2024 zijn rentree maakte. In het seizoen 2025/26 speelt Gertsen voor OJC Rosmalen.

## Statistieken
| Seizoen                        | Club           | Competitie     | Competitie | Competitie | Beker | Beker | Overig | Overig | Totaal | Totaal |
| Seizoen                        | Club           | Competitie     | Wed.       | Dlp.       | Wed.  | Dlp.  | Wed.   | Dlp.   | Wed.   | Dlp.   |
| ------------------------------ | -------------- | -------------- | ---------- | ---------- | ----- | ----- | ------ | ------ | ------ | ------ |
| 2020/21                        | N.E.C.         | Eerste Divisie | 0          | 0          | 0     | 0     | 0      | 0      | 0      | 0      |
| 2021/22                        | N.E.C.         | Eredivisie     | 0          | 0          | 0     | 0     | 0      | 0      | 0      | 0      |
| 2022/23                        | N.E.C.         | Eredivisie     | 0          | 0          | 0     | 0     | 0      | 0      | 0      | 0      |
| 2023/24                        | → TOP Oss      | Eerste Divisie | 1          | 0          | 0     | 0     | 0      | 0      | 1      | 0      |
| Carrièretotaal                 | Carrièretotaal | Carrièretotaal | 1          | 0          | 0     | 0     | 0      | 0      | 1      | 0      |
| Bijgewerkt op 21 december 2023 |                |                |            |            |       |       |        |        |        |        |

## Interlandcarrière
Gertsen werd opgeroepen voor een oefenstage bij het Nederland onder 15. Hij zat ook in voorselecties voor Nederland onder 15, onder 16 en onder 17 maar speelde nooit een jeugdinterland.